# Peerage
Peerage is een systeem van adellijke titels, gebruikt in Groot-Brittannië. De naam peerage wordt algemeen gebruikt als verzamelnaam voor alle adellijke titels, een drager van een adellijke titel wordt daarom ook gezien als "peer".

## Geschiedenis
Gezien de staatkundige geschiedenis van de Britse Eilanden zijn er feitelijk vijf peerages:
- Peerage van Engeland; alle titels gecreëerd door monarchen van Engeland voor de Act of Union in 1707.
- Peerage van Schotland; alle titels gecreëerd door monarchen van Schotland voor de Act of Union in 1707.
- Peerage van Ierland; alle titels die werden gecreëerd voor Ierland voor de Act of Union in 1801. Sommige titels werden ook nog na dit jaar gecreëerd.
- Peerage van Groot-Brittannië; titels die werden gecreëerd door de monarchen van Groot-Brittannië tussen 1707 en 1801.
- Peerage van het Verenigd Koninkrijk; de meeste titels die werden gecreëerd na de Act of Union in 1801.

## Titels in de peerage
Vijf adellijke titels behoren tot de Britse peerage, en staan hieronder in orde van belang:
- Hertog (Duke)
- Markies (Marquess)
- Graaf (Earl)
- Burggraaf (Viscount)
- Baron

## Life peer
Een life peer is iemand die op grond van zijn of haar maatschappelijke verdiensten als persoon in de adelstand is verheven. Deze titel is echter niet overdraagbaar. 